# Formato de texto

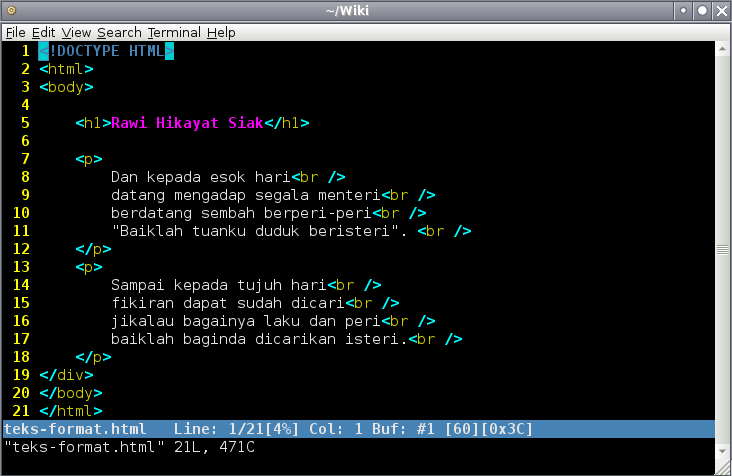
"Texto formateado" en el editor de texto.

El formato de texto es el marcado que se aplica a un texto simple para añadir datos de estilo más allá de la semántica de los elementos: colores, estilos (negrita, itálica), tamaño, y características especiales (como hipervínculos). Al texto resultante se le conoce como texto formateado, texto con estilos, o texto enriquecido

## Terminología
El texto formateado no tiene que ser identificado necesariamente con archivos binarios o ser distinto del texto ASCII. Es decir,el texto formateado no necesariamente tiene que ser binario, puede ser un archivo de texto, como los archivos HTML, RTF o Markdown. Similarmente, un archivo de texto simple puede contener caracteres no-ASCII (cuando se usa una codificación Unicode). El texto simple formateado se logra con un lenguaje de marcado el cual también es textual, mientras algunos editores de texto formateado como Microsoft Word guardan el formato en un formato binario.

## Historia
El formato de texto tuvo sus comienzos con el uso del subrayado para resaltar pasajes en las máquinas de escribir. En los primeros sistemas interactivos de computadoras, el subrayado no era posible, y los usuarios para superar este inconveniente (y el inconveniente del formato en ASCII) empezaron a usar algunos símbolos como sustitutos. Para señalar el énfasis, por ejemplo, puede ser marcado en ASCII de las siguientes maneras:
- Capitalización: I am NOT making this up.
- Envolviendo con guiones bajos: I am _not_ making this up.
- Envolviendo con asteriscos: I am *not* making this up.
- Espaciando: I am n o t making this up.

## Lenguajes de marcado
El formato puede ser marcado con etiquetas que se distinguen del cuerpo del texto con símbolos especiales, como los corchetes angulares. Por ejemplo, el texto:
La Wikipedia es una enciclopedia libre que se puede editar. Su nombre en latín en Vicipædia, y se puede encontrar en https://la.wikipedia.org.
se formatea en HTML como sigue:
```
<
p
>
La 
<
strong
>
Wikipedia
</
strong
>
 es una enciclopedia libre que se puede editar. Su nombre en latín en 
<
em
>
Vicipædia
</
em
>
, y se puede encontrar en 
<
a
 
href
=
"https://la.wikipedia.org"
>
https://la.wikipedia.org
</
a
>
.
</
p
>

```

El texto en itálica está delimitado por las etiquetas <em> y </em>. En Markdown, el texto marcado luciría así:
```
La '''Wikipedia''' es una enciclopedia libre que se puede editar. Su nombre en latín en ''Vicipædia'', y se puede encontrar en [https://la.wikipedia.org](https://la.wikipedia.org).

```

## Formatos de archivos de texto con formato
Desde la invención de MacWrite, el primer procesador de palabras WYSIWYG, en el cual el tipista codifica el formato visualmente en vez de insertar marcas de texto, los procesadores de texto han tendido a guardar la información en archivos binarios. Abriendo estos archivos con un editor de texto revela el texto combinado con varios caracteres binarios, ya sea alrededor de las áreas formateadas (como en WordPerfect) o separadamente, al comienzo o al final del archivo (como en Microsoft Word).
Los documentos de texto formateado guardados en archivos binarios tienen, en muchas ocasiones, las desventajas que supone un formato secreto. Esto puede ocasionar errores de formato y problemas de mantenimiento. Relacionado con el secretismo, los formatos de archivo de documentos de texto formateado tienden a ser privativos y no documentados, conllevando con ello los problemas de compatibilidad del código por terceras partes.
WordStar fue un procesador de texto popular que no usaba archivos binarios con caracteres ocultos.
OpenOffice.org Writer guarda los archivos en formato XML. Como sea, el archivo resultante es binario, ya que se comprime con el formato ZIP (un formato similar a tar).
PDF es formato de archivo de texto con formato que es usualmente binario (usando compresión para el texto, y guardando los gráficos y fuentes en binario). Generalmente es un formato «para el usuario final», escrito desde Microsoft Word o OpenOffice.org Writer, y no editable por el usuario una vez creado.
Resumen formato
El formato es una hoja de pones tus datos personales.